# Cynthia Asquith
Cynthia Mary Evelyn Charteris, coniugata Asquith (27 settembre 1887 – 31 marzo 1960), è stata una scrittrice inglese, diarista della prima guerra mondiale, autrice di storie di fantasmi, biografie, antologie e opere narrative per ragazzi.

## Biografia
Figlia del conservatore scozzese Hugo Charteris, nel 1910 sposò il poeta Herbert Asquith (figlio del primo ministro britannico Herbert Henry Asquith).
Dal 1917 fu segretaria dello scrittore James Matthew Barrie.
In lingua italiana è stato tradotto per Bompiani il suo libro Sposata a Tolstoj (Married to Tolstoj), che ripercorre le vicende coniugali di Sof'ja Tolstaja.

## Ascendenza
|                                      |                                     |                                               | Genitori                           |  |  | Nonni |  |  | Bisnonni                              |  |  | Trisnonni                               |  |
|                                      |                                     |                                               |                                    |  |  |       |  |  | Francis Charteris, IX conte di Wemyss |  |  | Francis Charteris, VIII conte di Wemyss |  |
|                                      |                                     |                                               |                                    |  |  |       |  |  | Francis Charteris, IX conte di Wemyss |  |  | Francis Charteris, VIII conte di Wemyss |  |
|                                      |                                     | Margaret Campbell                             |                                    |  |  |       |  |  | Francis Charteris, IX conte di Wemyss |  |  |                                         |  |
| Francis Charteris, X conte di Wemyss |                                     |                                               |                                    |  |  |       |  |  | Francis Charteris, IX conte di Wemyss |  |  |                                         |  |
|                                      |                                     | Louisa Bingham                                | Richard Bingham, II conte di Lucan |  |  |       |  |  |                                       |  |  |                                         |  |
|                                      |                                     | Louisa Bingham                                | Richard Bingham, II conte di Lucan |  |  |       |  |  |                                       |  |  |                                         |  |
|                                      |                                     | Louisa Bingham                                | Elizabeth Belasyse                 |  |  |       |  |  |                                       |  |  |                                         |  |
| Hugo Charteris, XI conte di Wemyss   |                                     | Louisa Bingham                                |                                    |  |  |       |  |  |                                       |  |  |                                         |  |
|                                      |                                     | Thomas Anson, I conte di Lichfield            | Thomas Anson, I visconte Anson     |  |  |       |  |  |                                       |  |  |                                         |  |
|                                      |                                     | Thomas Anson, I conte di Lichfield            | Thomas Anson, I visconte Anson     |  |  |       |  |  |                                       |  |  |                                         |  |
|                                      |                                     | Thomas Anson, I conte di Lichfield            | Anne Margaret Coke                 |  |  |       |  |  |                                       |  |  |                                         |  |
| Anne Anson                           |                                     | Thomas Anson, I conte di Lichfield            |                                    |  |  |       |  |  |                                       |  |  |                                         |  |
|                                      |                                     | Louisa Catherine Philips                      | Nathaniel Philips                  |  |  |       |  |  |                                       |  |  |                                         |  |
|                                      |                                     | Louisa Catherine Philips                      | Nathaniel Philips                  |  |  |       |  |  |                                       |  |  |                                         |  |
|                                      |                                     | Louisa Catherine Philips                      | Mary Dorothy Phillips              |  |  |       |  |  |                                       |  |  |                                         |  |
| Cynthia Charteris                    |                                     | Louisa Catherine Philips                      |                                    |  |  |       |  |  |                                       |  |  |                                         |  |
|                                      | George Wyndham, I barone Leconfield | George O'Brien Wyndham, III conte di Egremont |                                    |  |  |       |  |  |                                       |  |  |                                         |  |
|                                      | George Wyndham, I barone Leconfield | George O'Brien Wyndham, III conte di Egremont |                                    |  |  |       |  |  |                                       |  |  |                                         |  |
|                                      | George Wyndham, I barone Leconfield | Elizabeth Ilive                               |                                    |  |  |       |  |  |                                       |  |  |                                         |  |
| Percy Scawen Wyndham                 | George Wyndham, I barone Leconfield |                                               |                                    |  |  |       |  |  |                                       |  |  |                                         |  |
|                                      |                                     | Mary Fanny Blunt                              | William Blunt                      |  |  |       |  |  |                                       |  |  |                                         |  |
|                                      |                                     | Mary Fanny Blunt                              | William Blunt                      |  |  |       |  |  |                                       |  |  |                                         |  |
|                                      |                                     | Mary Fanny Blunt                              | Mary Martha Glanville              |  |  |       |  |  |                                       |  |  |                                         |  |
| Mary Wyndham                         |                                     | Mary Fanny Blunt                              |                                    |  |  |       |  |  |                                       |  |  |                                         |  |
|                                      |                                     | Guy Campbell, I baronetto                     | Colin Campbell                     |  |  |       |  |  |                                       |  |  |                                         |  |
|                                      |                                     | Guy Campbell, I baronetto                     | Colin Campbell                     |  |  |       |  |  |                                       |  |  |                                         |  |
|                                      |                                     | Guy Campbell, I baronetto                     | Mary Johnson                       |  |  |       |  |  |                                       |  |  |                                         |  |
| Madeline Campbell                    |                                     | Guy Campbell, I baronetto                     |                                    |  |  |       |  |  |                                       |  |  |                                         |  |
|                                      |                                     | Pamela FitzGerald                             | Edward FitzGerald                  |  |  |       |  |  |                                       |  |  |                                         |  |
|                                      |                                     | Pamela FitzGerald                             | Edward FitzGerald                  |  |  |       |  |  |                                       |  |  |                                         |  |
|                                      |                                     | Pamela FitzGerald                             | Stéphanie Caroline Anne Syms       |  |  |       |  |  |                                       |  |  |                                         |  |
|                                      |                                     | Pamela FitzGerald                             |                                    |  |  |       |  |  |                                       |  |  |                                         |  |